# SPQR
S.P.Q.R. je latinska kratica i može značiti:
- Senatus Populusque Romanus („Rimski Senat i rimski narod“)
- ili Senatus Populusque Romae („Rimski Senat i narod Rima“)
- ili Senatu Populoque Romae („Senatu i narodu Rima“).
- ili Senatu Populoque Romano („Rimskom Senatu i narodu“).

U Rimu se ova četiri slova mogu naći na svakom poklopcu kanalizacije, kanti za smeće, javnim ustanovima i javnim natpisima.

## SPQR drugdje
„Sono Pazzi Questi Romani“ bi trebalo značiti: „Ludi su, ti Rimljani“, što je najdraža izreka Obelixa jednog junaka stripa.

Također postoji prijevod: Sono Porchi Questi Romani" Što bi značilo "Rimljani su svinje"!
SPQR - RQPS stoji za: „Sapete Più o meno Quanto Rubiamo? – Rubiamo Quanto Possiamo Senza parole“ („Znate li otprilike što krademo? - Krademo koliko možemo, bez objašnjenja“).
Sami Rimljani imali su svoj prijevod na takve šale:"Sono Potenti Questi Romani" ("Ovi Rimljani su moćni")
Papa Ivan XXIII jednom je pitao biskupa kako bi se moglo protumačiti S.P.Q.R. na papinskom grbu kad bi se čitalo unazad i odmah je sam odgovorio na svoje pitanje: „Rideo Quia Papa Sum“ („Smijem se jer sam papa“).